# Alfredo Müller
Alfredo Müller (Livorno, 30 giugno 1869 – Parigi, 7 febbraio 1939) è stato un pittore italiano.
Nonostante sia nato a Livorno, non fu allievo di Giovanni Fattori. Prese invece lezioni presso i professori dell'Accademia di Belle Arti di Firenze: Giuseppe Ciaranfi e soprattutto Michele Gordigiani, "il caro maestro d'Alfred" come ha scritto sua moglie sul retro di una foto del maestro ritrattista fiorentino. Tuttavia ha esposto con i Macchiaioli storici ed i Postmacchiaioli della sua generazione, alla Prima Esposizione di Belle Arti di Livorno nel 1886, a Livorno nella bottega di Gustavo Mors nel 1890, a Firenze negli anni 1890-1892, poi fu invitato alla Prima Mostra del Fascio Artistico di Livorno allestita nella Bottega d'Arte di Belforte nel luglio di 1923.

## Biografia

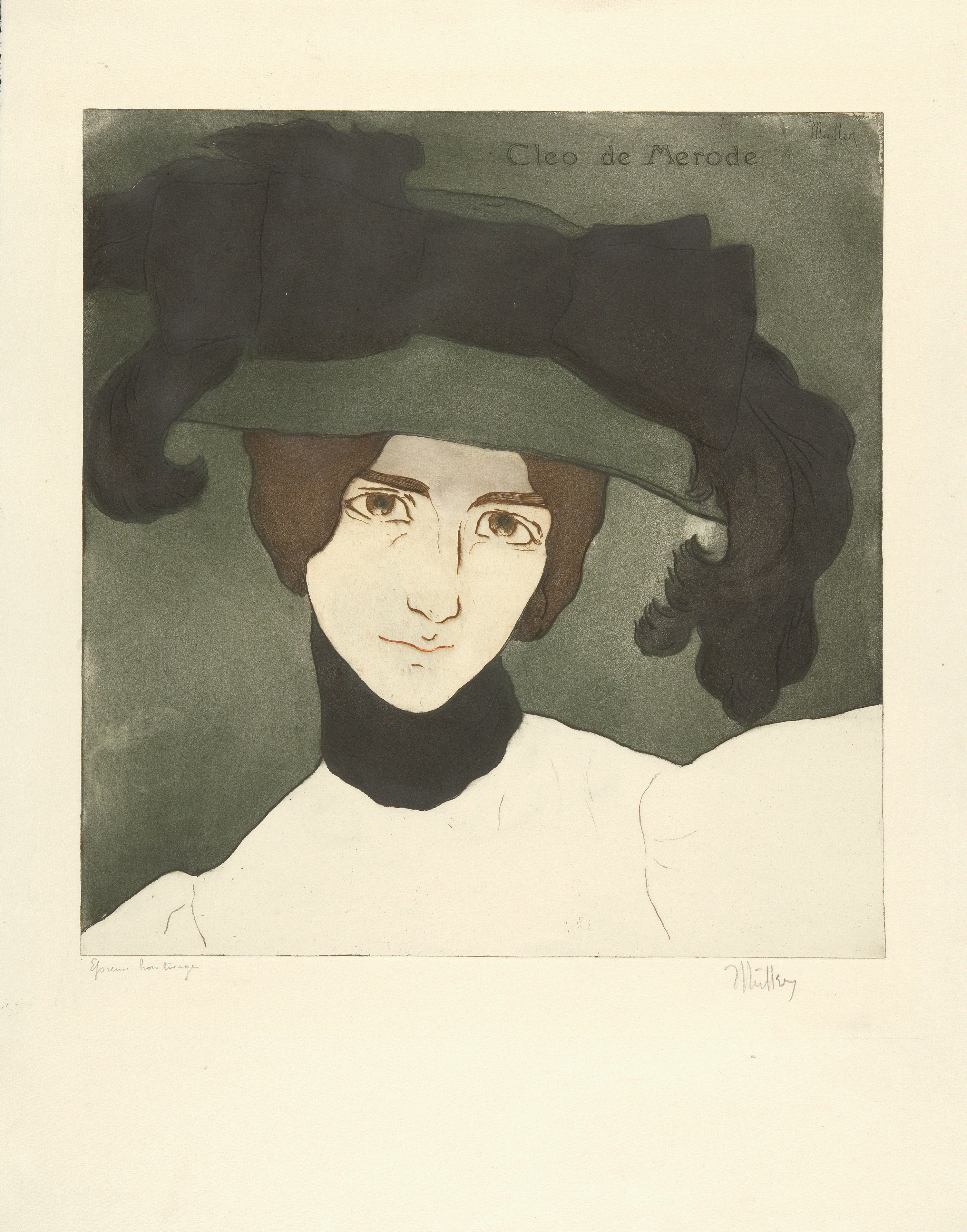
Ritratto di Cléo de Mérode

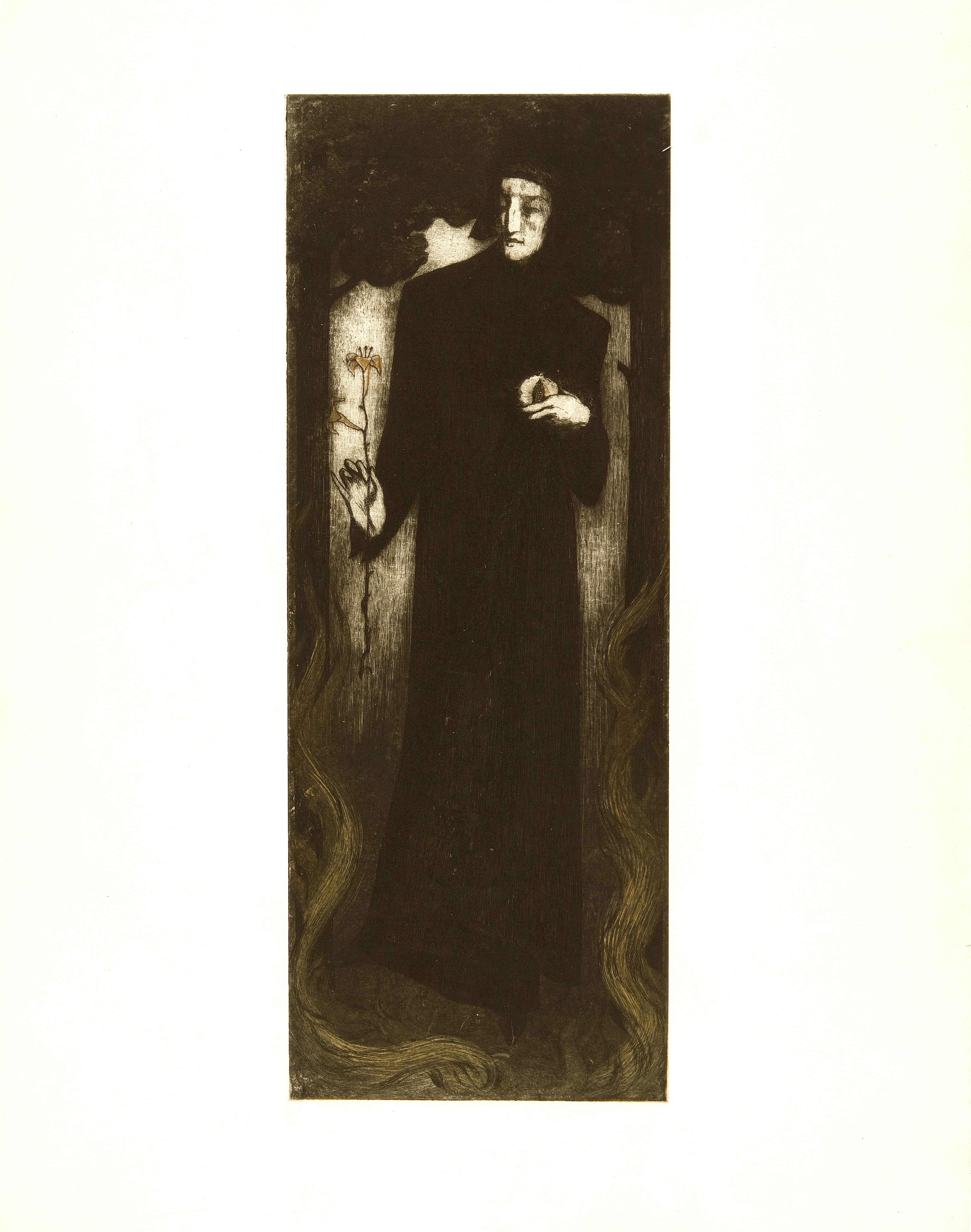
Dante con il giglio

Proveniente da una famiglia benestante originaria del Canton Appenzello Esterno in Svizzera e coinvolta nel commercio internazionale, seguì le lezioni di professori dell'Accademia di Belle Arti di Firenze. Fu l'allievo preferito del maestro Michele Gordigiani che nel 1895 lo raffigurò mentre dipingeva al cavalletto davanti ai suoi amici Edoardo Gordigiani, il figlio di Michele, ed Egisto Fabbri in un quadro oggi conservato nella Galleria Nazionale d'Arte Moderna di Roma.
Ancora giovanissimo, nel 1886 espose assieme a pittori quali Giovanni Fattori e Silvestro Lega alla Prima Esposizione di Belle Arti di Livorno.
Nel 1889 espose due tele a Parigi dove si teneva l'Esposizione universale e scoprì la pittura degli impressionisti. Da allora abbandonò la pittura accademica degli esordi per seguire la lezione di Claude Monet e Camille Pissarro. Al suo ritorno in Italia, mostrò delle opere che suscitarono un ampio dibattito tra la critica per il loro carattere "francese".
Nel 1890, il crack della Banca di Livorno rovinò la ditta Müller che nel 1895 si trasferì a Parigi.
Alfredo Müller abitò a lungo a Montmartre, divenne amico di Camille Pissarro, Pierre Auguste Renoir, Paul Cézanne e Henri de Toulouse-Lautrec, che peraltro influenzarono lo stile dell'artista. Nella sua cerchia di conoscenze è opportuno citare l'amico e parente Leonetto Cappiello. Sperimentò l'incisione a colori nello studio di Eugène Delâtre e divenne presto un capofila di questa tecnica tornata di moda in Francia sull'onda dell'Art Nouveau e del Giapponismo, contendendo il campo a incisori come Manuel Robbe e Richard Ranft. Fece la sua prima mostra personale nel 1898 nella galleria dell'editore di punta Ambroise Vollard che pubblicò la sua serie di incisioni ispirate alla Vita Nuova di Dante Alighieri, pervase da un intenso simbolismo mistico.
Successivamente lavorò con altri editori e mercanti parigini, soprattutto Pierrefort e Edmond Sagot. Eccelse nel ritrarre le attrici più famose del tempo, da Sarah Bernhardt a Cléo de Mérode, da Marthe Mellot a Suzanne Desprès. Nel 1900 raffigurò per Pierrefort in un manifesto litografico la ballerina e attrice Sada Yacco in tournée a Parigi al tempo dell'Esposizione Universale. Immortalò i luoghi d'eccellenza della Parigi montmartroise come Place Blanche col Moulin Rouge. Strinse rapporti con l'ambiente della “Revue Blanche” e collaborò con una locandina ai programmi del teatro de L'Œuvre affidati agli artisti d'avanguardia. Nel 1903 eseguì per Edmond Sagot una suite di sei grandi stampe decorative litografiche a colori (frises), tre con motivi di uccelli e tre con scene di figure, destinate all'arredamento sul genere di quelle di Henri Rivière con motivi bretoni. Nel 1908 sposò Marguerite Thomann, che fu modella per Pierre Puvis de Chavannes, e pochi anni dopo divenne cittadino francese.
Nel 1914, dopo aver esposto alla Seconda Esposizione della Secessione Romana, fece ritorno a Firenze, dove si stabilì a Settignano alla Villa Colombaia. Abbandonata l'incisione, dipinse molto, sempre attento a cogliere il movimento della luce. Ritrovati i suoi amici Libero Andreotti, Gino Carlo Sensani, Umberto Brunelleschi, Gian Gualberto Parenti, con cui si dedicò alle arti decorative dove si esprime il suo fascino per la magia teatrale. Restano famose le sue “Arlecchinate” con pantomime di maschere una serie delle quali decorò per anni il ridotto del Teatro Manzoni a Milano e la grande tela col ritratto di Cora Antinori, che lo avvicinano al mondo dorato delle feste in costume di Umberto Brunelleschi e coniugano la pennellata cézanniana alla grazia del Déco. 
Nel 1930 tenne una personale alla Saletta Gonnelli di Firenze. Nel 1932 tornò in Francia, dove trascorse gli ultimi anni di vita fino alla morte avvenuta a Parigi nel 1939.
Suo fratello minore era il ciclista Rodolfo Muller.

## Bibliografia

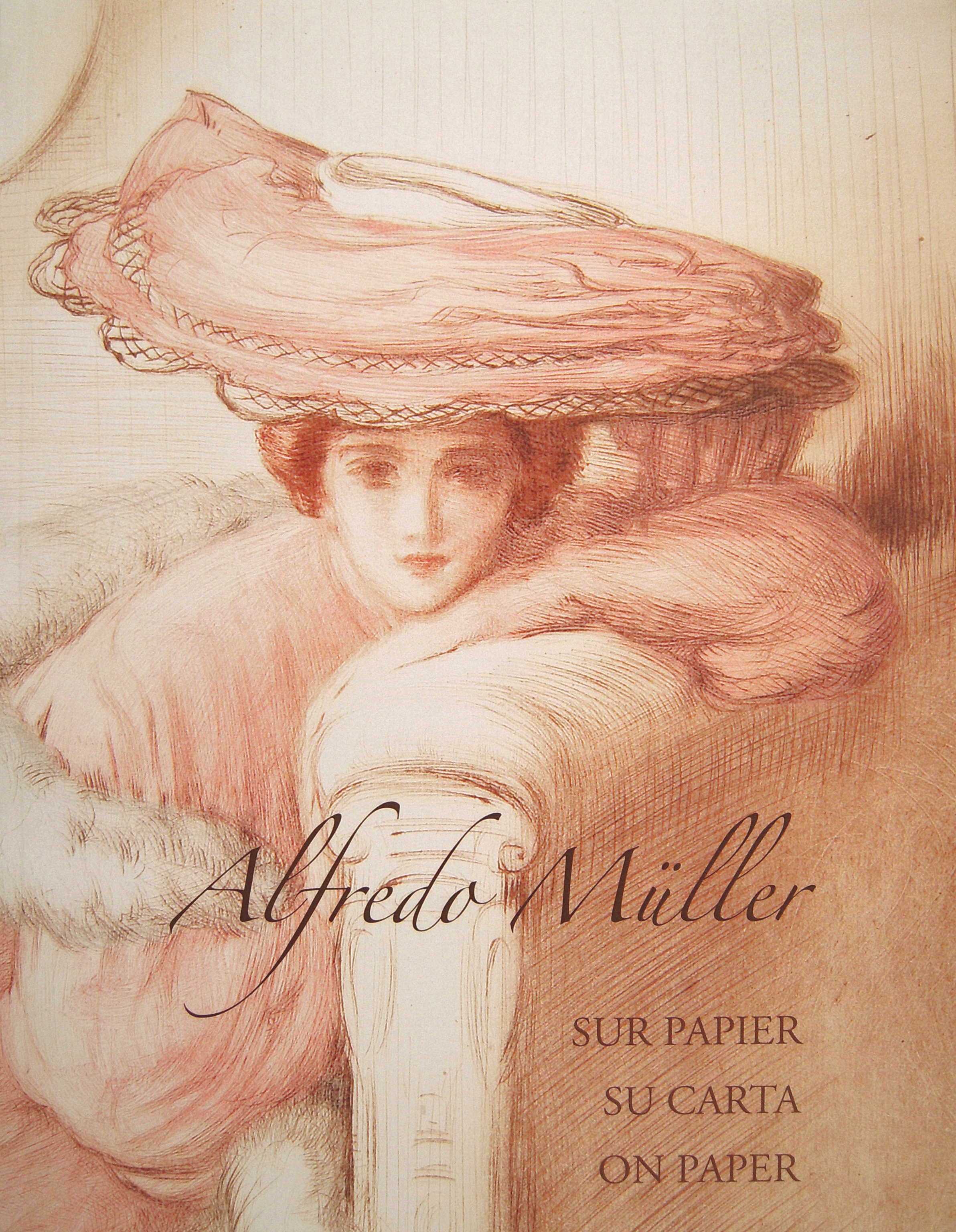
Copertina del catalogo completo dell'opera grafica, edito nel 2014

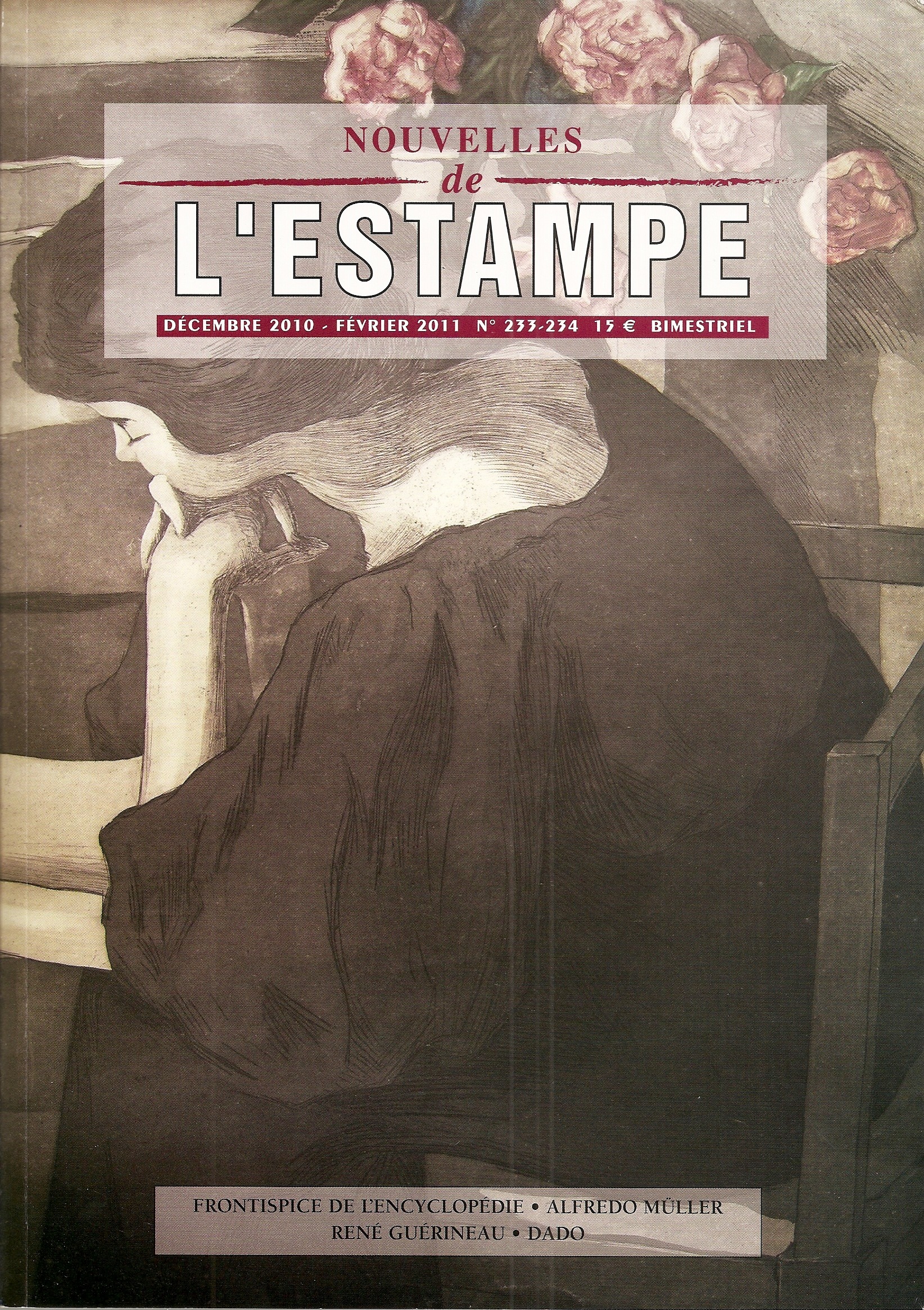
Copertina delle Nouvelles de l'estampe, marzo 2011, con la sua Femme lisant aux fleurs

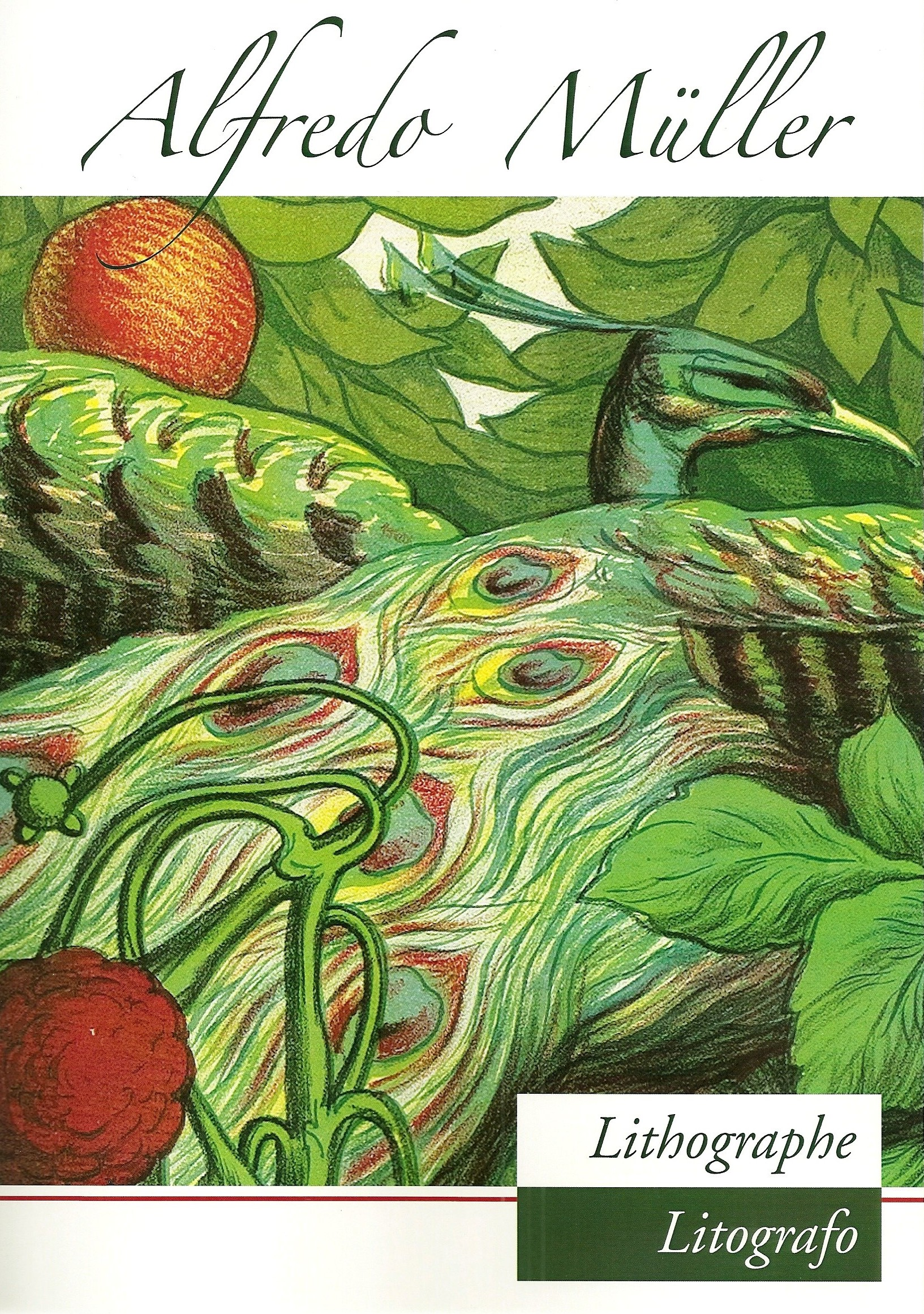
Copertina del catalogo delle sue litografie, pubblicato nel 2012

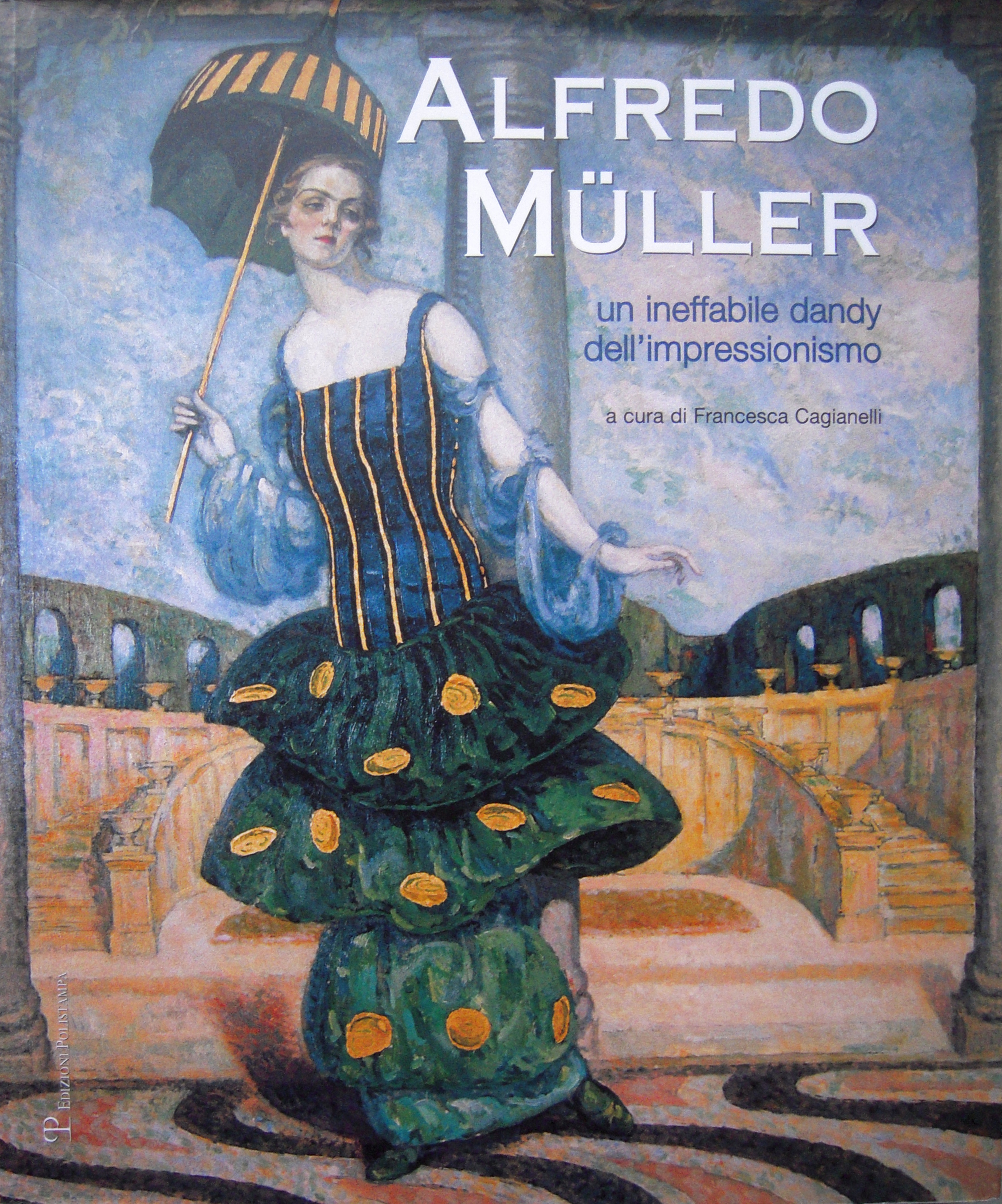
Copertina di Un ineffabile dandy dell'impressionismo, con il suo Ritratto di Cora Antinori

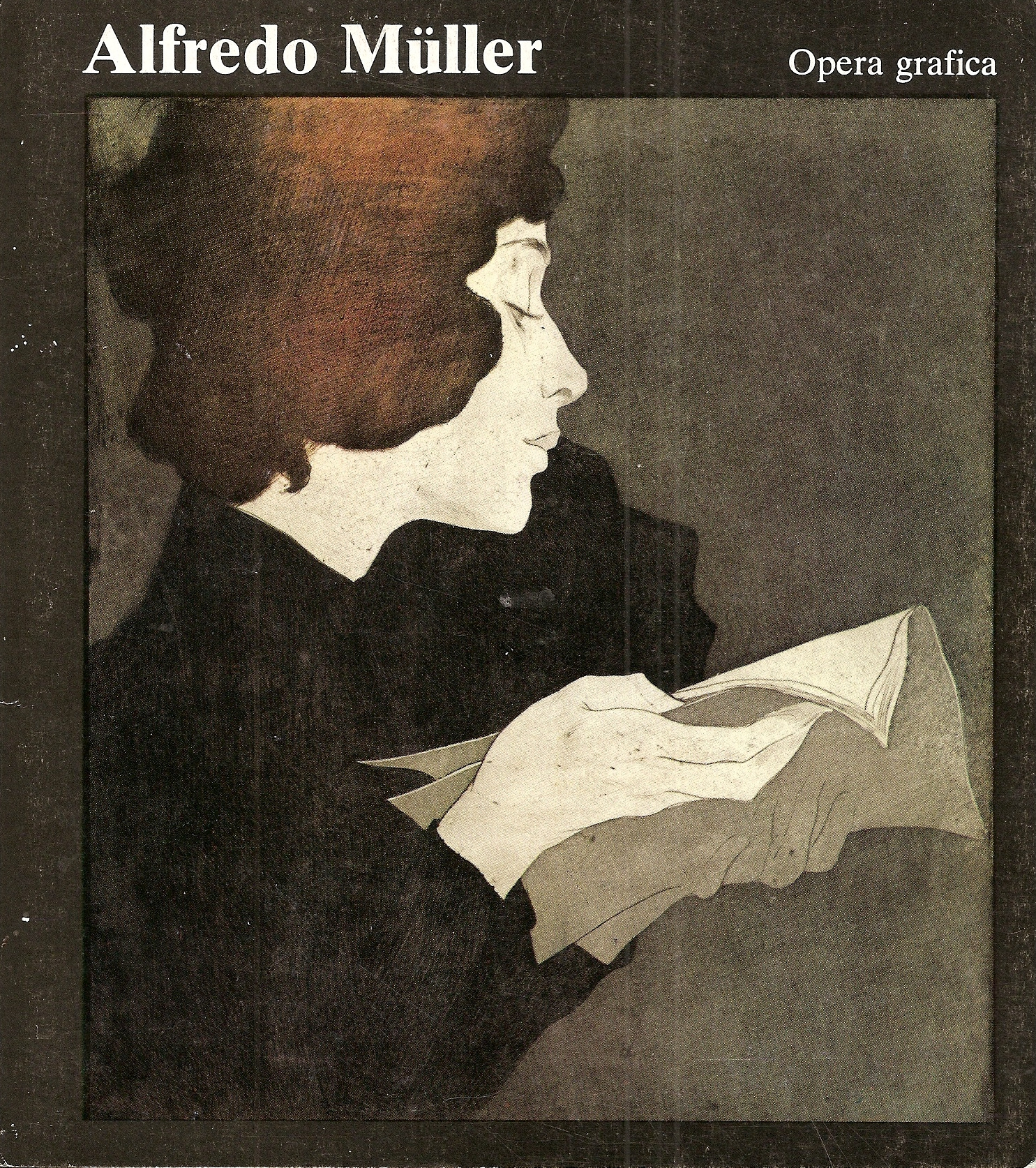
Copertina di Alfredo Müller. Opera grafica, 1982, con la sua La Liseuse

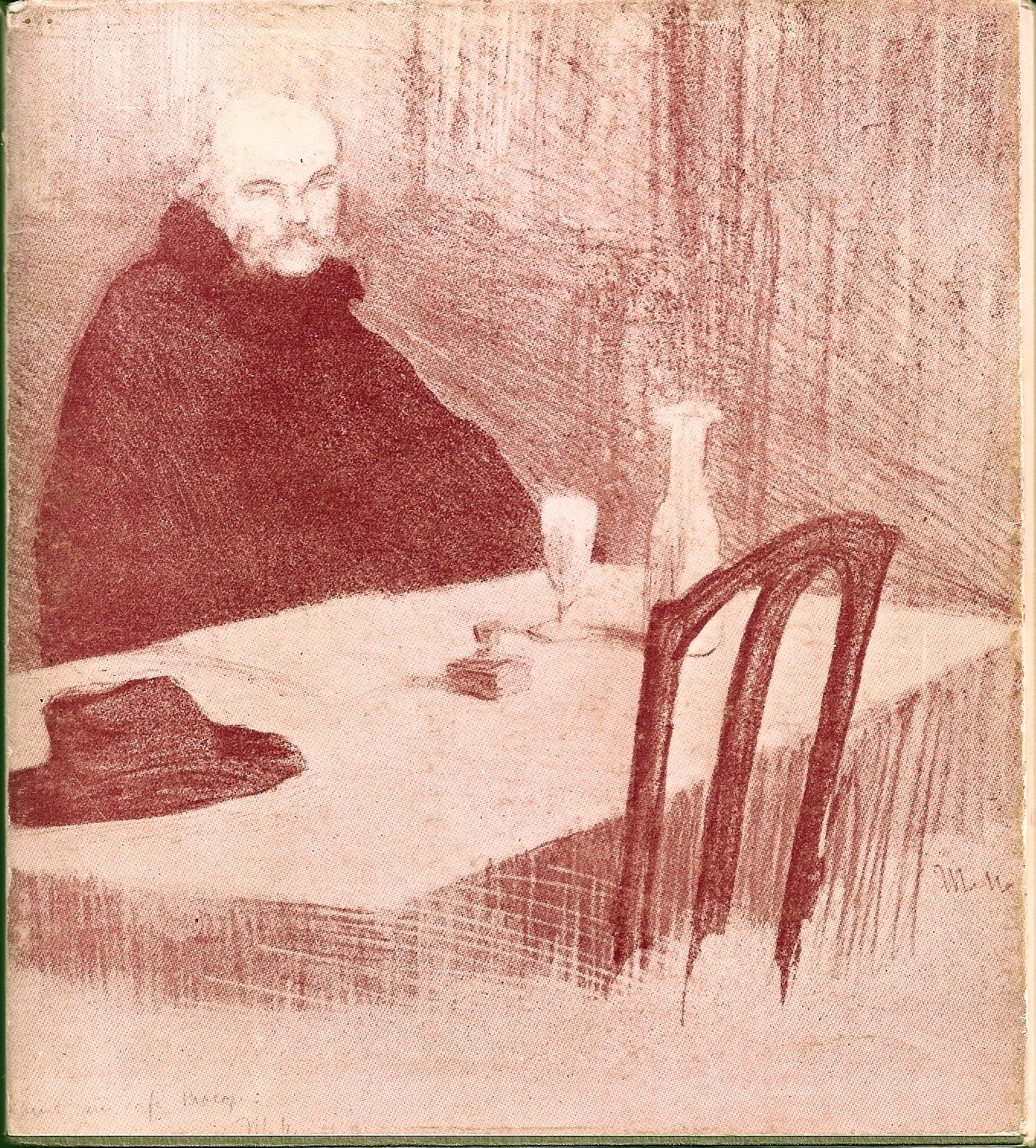
Copertina di Omaggio a Alfredo Müller, 1974, con Verlaine au café Procope